# Tirgan
Tirgan (en persan : تیرگان) est une fête iranienne célébrant le solstice d'été, célébrée chaque 13 Tir (2, 3 ou 4 juillet). Elle est célébrée en pataugeant dans l'eau, en dansant, en récitant des poèmes, et servant des plats traditionnels tel que la soupe d'épinards et le Sholezard. La coutume de nouer un ruban arc-en-ciel sur ses poignets, que l'on garde pendant une dizaine de jours puis jette dans un ruisseau, est également une manière de se réjouir pour les enfants.

## Histoire
Tirgan est une ancienne tradition perse continuant d'être célébrée dans de nombreuses provinces en Iran, dont Mazandéran, Khorassan et Arak,. Plusieurs historiens l'attestent, tel que Gardizi, Al-Biruni et Al-Mas'ûdî, ainsi que des explorateurs européens pendant la dynastie des Séfévides, ayant duré de 1501 à 1736.
La célébration est consacrée à Tishtrya, un Yazata ayant apparu dans le ciel, créant le tonnerre et les éclairs, pour la pluie bien nécessaire.
La légende raconte qu'Arash l'archer était un homme élu dans le but d'installer un un conflit foncier entre les propriétaires des terres perses et Touran. Arash perdit sa flèche le 13ème jour du mois de Tir, et là où la flèche atterrirait déterminerait la frontière entre les deux royaumes. Touran souffrit du manque de pluie, et l'Iran se réjouit à l'accord des frontières, puis la pluie se déversa sur les deux pays et la paix régna entre eux.
Il est déclaré dans la chronologie d'Al-Biruni que "sur l'ordre du Seigneur, le vent emporta la flèche loin des montagnes et amena la frontière la plus éloignée du Grand Khorassan entre Ferghana et Tabarestan." Gardizi donna une description similaire, bien qu'ayant remarqué que "la flèche d'Arash tomba entre Ferghana et Bactriane."

## Cérémonie
Tirgan est célébré chaque année à Mazandéran et Amol, au nord de l'Iran, la capitale, Téhéran, Karadj, ainsi que les villes centrales au sud de Yazd : Meybod, Ardakan, Kerman, Bam, Chiraz, Ispahan, Ahvaz et Farahan. Les iraniens zoroastriens célèbrent également Tirgan, que ce soit en Europe ou aux États-Unis.

## Zoroastrisme
Dans l'Avesta, livre sacré des zoroastriens, il est dit : Nous louons Tishtrya, l'étoile du puissant et du glorieux, qui avance rapidement vers cette direction. L'étoile Chisht y vole, se dépêchant vers l'océan ; comme cette flèche dans l'air tirée par Arash l'archer, le plus grand archer des Aryens, a été jeté de la montagne d'Airwakhshoth à la montagne de Khwanvant.